# Magellan

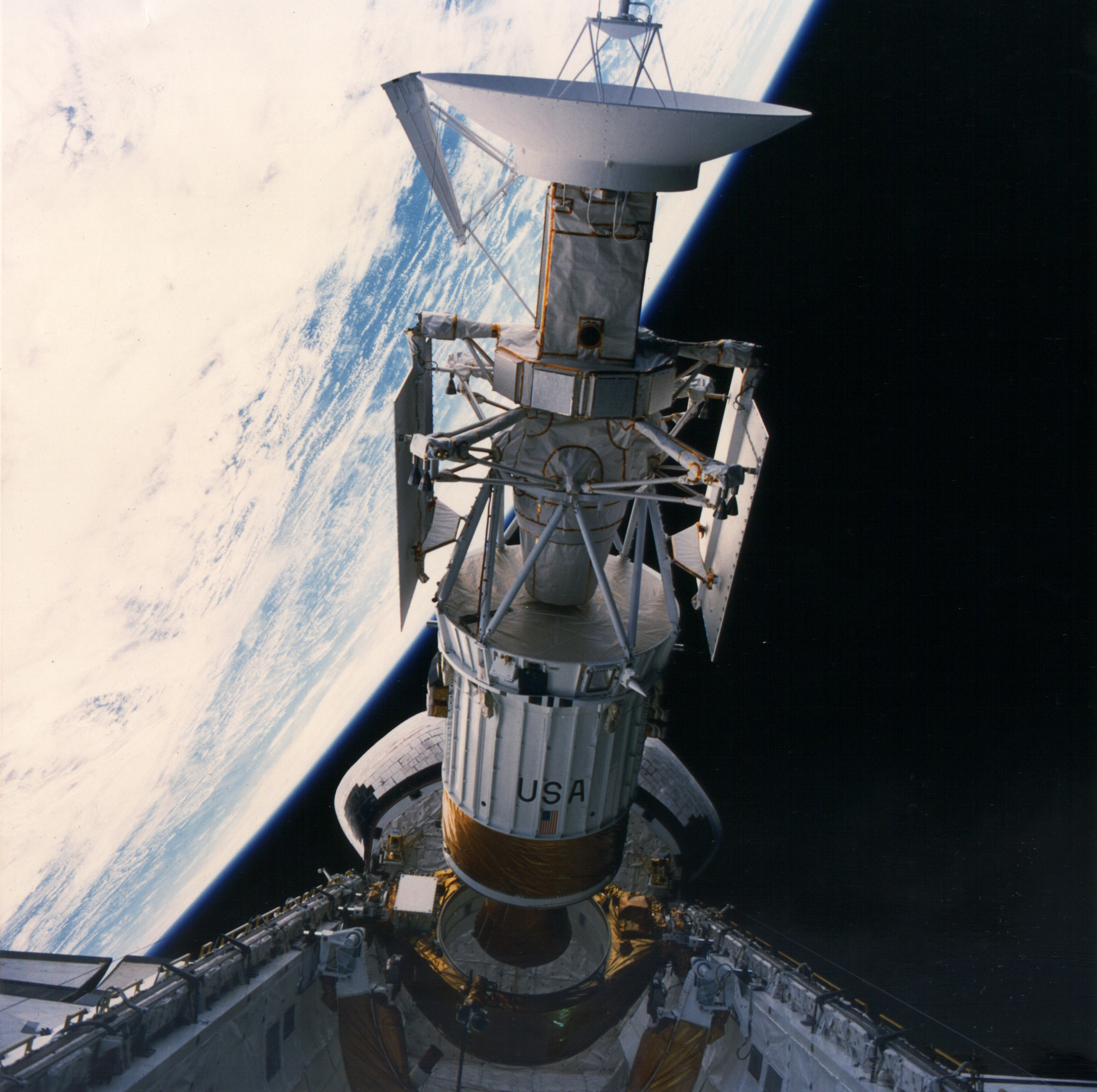
La Magellan en el moment de sortir de la bodega de càrrega del transbordador Atlantis

La Magellan fou una sonda espacial no tripulada de la NASA amb l'objectiu d'estudiar el planeta Venus, especialment per obtenir un mapa topogràfic acurat mitjançant observacions de radar. Fou activa entre 1989 i 1994 i es batejà en honor de l'explorador portuguès del segle xvi Fernão de Magalhães. La sonda creà el primer (i actualment el millor) mapa d'alta resolució de la superfície del planeta, que romandrà com el mapa més detallat de Venus en el futur proper, ja que en l'actualitat no hi ha plans per a missions a Venus amb l'objectiu de millorar els resultats de la Magellan.

## Missió
La Magellan fou la primera sonda planetària llançada per un transbordador espacial, concretament per l'Atlantis, des del cap Canyaveral el 4 de maig de 1989. L'Atlantis va dur la sonda fins a una òrbita terrestre baixa, on va ser extreta de la bodega de càrrega. A partir d'aquell moment un motor de combustible sòlid, anomenat Inertial Upper Stage, va impulsar la sonda enllà de l'òrbita terrestre i va orbitar al voltant del Sol una vegada i mitja abans d'arribar a la seva òrbita a l'entorn del planeta Venus el 10 d'agost de 1990.
L'òrbita inicial de la Magellan era molt el·líptica: el radi menor era de 294 km i el major de 8.543 km. L'òrbita era polar, completant una òrbita cada 3 hores 15 minuts. Durant la part més propera a Venus, el radar de la sonda escanejava una zona de la superfície de 17 a 28 km d'amplària. Al final de cada òrbita, enviava a la Terra un mapa de la zona escanejada. A més, com Venus gira sobre si mateix una vegada cada 243 dies terrestres, la Magellan aconseguia cobrir una gran part de la superfície del planeta.
Al final dels seus primers vuit mesos de missió orbital (entre setembre de 1990 i maig de 1991), havia enviat imatges detallades del 84% de la superfície venusiana. Després de dos cicles més de vuit mesos, entre maig de 1991 i setembre de 1992, es va assolir un mapa del 98% del planeta. Els següents cicles van permetre als científics buscar canvis en la superfície d'un any a un altre, a més de possibilitar-ne la construcció d'un mapa tridimensional gràcies als diferents angles de visió del radar entre cicles.
Durant els quatre cicles orbitals recorreguts entre setembre de 1992 i maig de 1993, la sonda obtingué dades del camp gravitatori de Venus. Durant aquest període, la Magellan no va usar el radar. En el seu lloc va transmetre un senyal de ràdio constant a la Terra, de manera que en travessar una zona amb una gravetat superior a la normal, la sonda acceleraria la seva velocitat, provocant un lleuger canvi en el senyal de ràdio a causa de l'efecte Doppler.
En finalitzar aquests quatre cicles, els controladors van disminuir el radi de l'òrbita de la sonda mitjançant la tècnica de l'aerofrenat. Una vegada completada, el 3 d'agost de 1993, l'òrbita tenia una distància mínima de 180 km i màxima de 541 km, i la velocitat va augmentar de manera que ara es completava una volta cada 94 minuts. Aquesta nova òrbita va permetre obtenir millors dades sobre el camp gravitatori en les zones més properes als pols. Després d'acabar el cinquè cicle orbital a l'abril de 1994, va començar el sisè i últim cicle, durant el qual va obtenir més dades i va realitzar alguns experiments de radar i senyals de ràdio. Quan va acabar la seva missió, la Magellan havia aconseguit dades precises sobre el camp gravitatori d'un 95% del planeta.
El setembre de 1994 es va reduir de nou l'òrbita per realitzar una prova anomenada «experiment del molí de vent». En aquesta prova, els panells solars de la sonda van adoptar una forma semblant a les aspes d'un molí, i la sonda s'introduí en la part externa de la densa atmosfera de Venus. D'aquesta forma els controladors van mesurar l'esforç de torsió necessari per a mantenir l'orientació de la Magellan i mantenir-la sense girar. Aquest experiment va permetre obtenir informació sobre la composició de la part alta de l'atmosfera de Venus, informació útil per al disseny de sondes futures. L'11 d'octubre de 1994, tal com s'havia previst per al final de la missió, l'òrbita va ser rebaixada una vegada més, i se'n perdé el senyal de ràdio l'endemà. L'endemà següent, la sonda penetrà totalment en l'atmosfera i es vaporitzà gairebé per complet, encara que es creu que algunes parts van arribar a xocar amb la superfície.

## Descripció de la sonda
Construïda parcialment amb recanvis d'altres missions, la sonda Magellan tenia una grandària de 4,6 metres d'alt, acabada en una antena de 3,7 metres. Unida al seu coet propulsor i amb el tanc de combustible ple pesava en total 3.460 kg en el moment del llançament. L'antena d'alt rendiment, usada tant per a comunicacions com per als senyals del radar, era un recanvi de la missió Voyager, igual que l'estructura principal i una sèrie d'impulsors. El sistema informàtic, el de control i les unitats de distribució d'energia eren recanvis de la missió Galileo a Júpiter.
La Magellan obtenia la seva energia de dos panells solars quadrats de 2,5 m de costat; entre els dos subministraven un total de 1.200 W. Al llarg de la missió, aquests panells es van anar degradant gradualment, tal com s'esperava. Al final de la missió, a la tardor de 1994, va ser necessari controlar l'ús d'energia curosament per mantenir la sonda funcionant. Pel fet que Venus està envoltat d'una densa i opaca atmosfera, no van poder emprar-se càmeres òptiques convencionals per a fotografiar-ne la superfície. En el seu lloc, el radar de la sonda emprava pulsacions de microones.

## Resultats científics

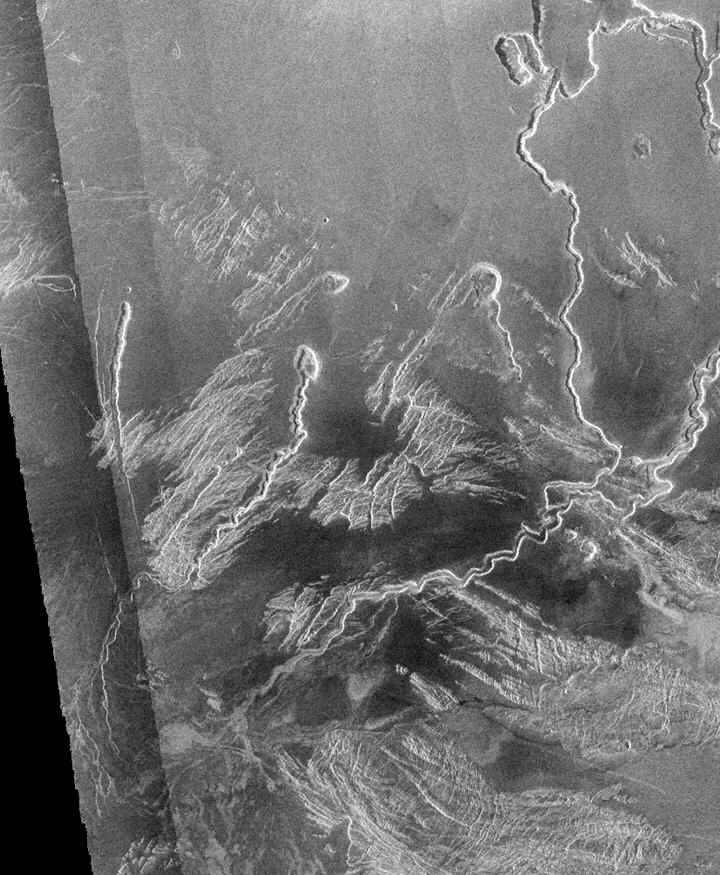
Imatge de la superfície de Venus presa per la Magellan

A més de proporcionar el millor mapa de la superfície de Venus de què es disposa actualment, l'estudi de les imatges d'alta resolució obtingudes per la Magellan està proporcionant la informació necessària per a entendre el paper dels impactes, el vulcanisme, i els processos tectònics en la formació de les estructures de la superfície venusiana. Aquesta superfície està coberta en la seva major part per materials i estructures volcàniques, com extenses planures de lava, camps amb petites voltes de lava i llargues cadenes de volcans. Hi ha pocs cràters provocats per impactes de meteorits, fet que suggereix que la superfície és, en general, geològicament jove (menys de 800 milions d'anys). La presència de canals al llarg de 6.000 km indica l'existència de fluxos de lava amb molt poca viscositat.
No hi ha cap indici que permeti deduir l'existència de plaques tectòniques. La tectònica del planeta està dominada per un sistema d'esquerdes globals i nombroses estructures anomenades corones, produïdes per la sortida i enfonsament de magma en el nucli. Malgrat que Venus té una atmosfera densa, la superfície no indica que hagi hagut una erosió apreciable provocada pel vent, només indica un limitat transport de sorra i pols. Això contrasta amb Mart, on l'atmosfera és molt més tènue, però la superfície presenta evidents mostres d'erosió atmosfèrica i transport de sorra i pols.